# Caméra Konvas

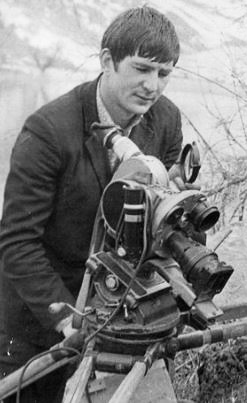
Un cadreur utilisant une caméra Konvas.

La Konvas est une caméra argentique 35 mm de la période de l’URSS, d'abord construite à l'usine KMZ (Krasnogorskiy Mekhanicheskiy Zavod - Travaux mécaniques de Krasnogorsk), puis à la fabrique Moskinap (Moskovskiy Zavod Kinoapparaturiy - Travaux moscovites d'appareils de cinéma) jusqu'à la chute du bloc soviétique.

## Histoire
Le nom Konvas provient d'une contraction des trois premières lettres des nom et prénom du concepteur du premier modèle, Konstantin Vasilliyev (Konstantin Vasiliyev). Avec l'arrivée de modèles équipés de moteurs électriques, les caméras de KMZ furent renommées Конвас-автомат, soit en français Konvas Automat.
La Konvas a l'inconvénient d'être plutôt bruyante (environ 55 dB), ce qui rend l'enregistrement direct du son difficile, voire impossible. Mais ce ne semblait pas important, le cinéma soviétique utilisant beaucoup la post-synchronisation des voix, un peu comme le faisait le cinéma italien.
Les raisons de ce choix sont multiples mais il ne faut pas oublier que l’URSS était un empire colonial aux multiples langues, et le Russe y était peu utilisé hors de la Russie même. Aux débuts du cinéma sonore, les réalisateurs soviétiques « réalisent deux versions de leur film, l’une muette et l’autre parlante, soit ils créent des versions mixtes, c’est-à-dire associant à la fois la parole et des intertitres (…) l’analphabétisme étant encore bien présent dans la société soviétique, le sous titrage limitait la compréhension des films. » Finalement, ils utiliseront plus volontiers le doublage de leurs films dans les principales langues régionales de l’Union. Du doublage à la post-synchronisation, il n'y a qu'un pas.

## Description succincte de la Konvas
La Konvas utilise des magasins coplanaires détachables de 60 à 120 mètres (200 à 400 pieds). Elle ressemble étrangement à la caméra Caméflex. Elle pèse quelque 7 kg. Ses objectifs sont les excellentes optiques soviétiques de la marque Lomo. Elle est munie d’une visée reflex. Équipée bien entendu de griffes (voir animation), mais aussi de contre-griffes. Son moteur est en 12 volts.

Système de griffe de la Konvas.